# Jonny Edgar
Jonny Edgar (Whitehaven, 13 febbraio 2004) è un pilota automobilistico britannico, ha fatto parte del Red Bull Junior Team dal 2017 al 2022.

## Carriera

### Kart
Edgar inizia a correre nei kart nel 2012. Nel 2015 inizia a vincere dei campionati minori. Nel 2017 vince il campionato di Kart svedese e il campionato europeo CIK-FIA nella Junior Class.

### Formula 4
Nel 2019, Edgar esordisce in monoposto nel Campionato italiano di Formula 4 guidando per il team svizzero Jenzer Motorsport. Ottiene due podi, un secondo posto a Imola e un terzo posto al Mugello, concludendo il campionato in decima posizione con 97 punti. Nello stesso anno corre come pilota ospite nelle Formula 4 tedesca e spagnola sempre con il team Jenzer.

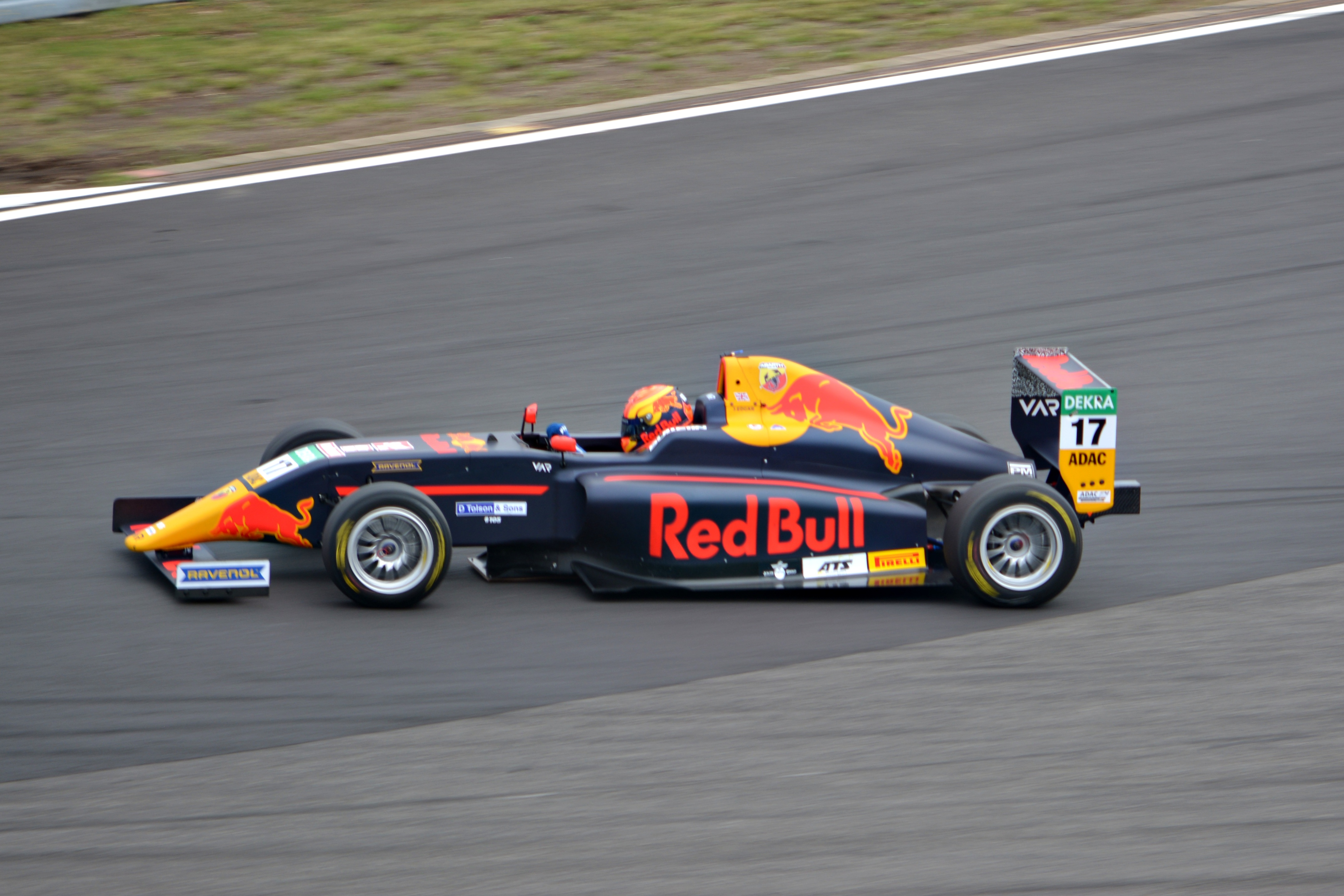
Edgar al Nürburgring nel 2020

Nel 2020 Edgar partecipa per la seconda stagione al Campionato Italiano di Formula 4 con il team Van Amersfoort, ma a causa della Pandemia di Covid-19 salta diverse gare del campionato. Arriva quarto in classifica finale, conquistando sei podi e due vittorie, la prima a Imola in volata su Jak Crawford, e la seconda sul Circuito di Vallelunga. Nello stesso anno con la Van Amersfoort Racing gareggia anche nel Campionato ADAC di Formula 4 conquistando sei vittorie, che portano il pilota britannico a vincere il campionato con due punti di vantaggio su Jak Crawford.

### Formula 3
Il 15 gennaio del 2021 Edgar viene annunciato come pilota del team Carlin per il Campionato FIA di Formula 3. Chiude la stagione con ventitré punti al 18º posto in classifica piloti con due quinti posti come migliori risultato ottenuto in gara-1 a Barcellona e in gara-2 al Red Bull Ring.
Dopo aver partecipato ai test collettivi post stagionali del Campionato di Formula 3 sul Circuito di Valencia con il team Trident Motorsport, il team italiano ufficializza Edgar per la stagione 2022. A causa di un peggioramento della malattia di Crohn, Edgar è costretto a lasciare temporaneamente il sedile, viene sostituito da Oliver Rasmussen. Dopo aver saltato due round Edgar torna a correre a Silverstone. Il britannico dopo dei risultati deludenti ottiene sei piazzamenti a punti ed chiude dodicesimo in classifica.
Per la stagione 2023, Edgar sceglie il team MP Motorsport per continuare nella serie. Durante la sua terza stagione in Formula 3 dimostra molta alternanza di risultati e nel ultima corsa stagionale a Monza ottiene la sua prima vittoria davanti a Zak O'Sullivan e Taylor Barnard. A fine stagione chiude tredicesimo in classifica piloti.

### Test in Formula 1 e Formula E
Nel settembre 2017, dopo aver vinto il campionato europeo di kart, Edgar entra, insieme a Dennis Hauger e Jack Doohan, nel Red Bull Junior Team, l'academy del team di Formula 1 Red Bull Racing. Dopo cinque anni a fine 2022, Edgar esce dal programma della Red Bull Racing.
Nel 2023 rende parte ai test Rookie a Berlino della Formula E guidando per il team Envision Racing. L'anno seguente torna nei Rookie test di Berlino questa volta con il team DS Penske.

### Endurance
Nel gennaio del 2024 prende parte alla 24 Ore di Daytona, gara valida per il Campionato IMSA WeatherTech SportsCar, nella classe LMP2 con il team Sean Creech Motorsport. Nel resto della stagione corre con il team AO con TF Sport l'European Le Mans Series dividendo l'Oreca 07 con Louis Delétraz e Robert Kubica. L'equipaggio nella prima parte della stagione ottiene tre podi tra cui la vittoria nella 4 Ore di Spa-Francorchamps.
Per la stagione del 2025 passa al team TF Sport correndo con la Chevrolet Corvette Z06 GT3.R nel Campionato del mondo endurance.

## Risultati
| Stagione | Serie                   | Team                   | Gare | Vittorie | Pole | GPV | Podi | Punti | Pos. |
| -------- | ----------------------- | ---------------------- | ---- | -------- | ---- | --- | ---- | ----- | ---- |
| 2019     | Formula 4 italiana      | Jenzer Motorsport      | 21   | 0        | 2    | 2   | 2    | 97    | 10º  |
| 2019     | Formula 4 ADAC          | Jenzer Motorsport      | 6    | 0        | 0    | 0   | 0    | 0     | NC†  |
| 2019     | F4 spagnola             | Jenzer Motorsport      | 3    | 0        | 2    | 0   | 3    | 39    | 14º  |
| 2020     | Formula 4 ADAC          | Van Amersfoort Racing  | 21   | 6        | 5    | 6   | 11   | 300   | 1º   |
| 2020     | Formula 4 italiana      | Van Amersfoort Racing  | 14   | 2        | 1    | 3   | 6    | 169   | 4º   |
| 2021     | Formula 3               | Carlin Buzz Racing     | 20   | 0        | 0    | 0   | 0    | 23    | 18º  |
| 2022     | Formula 3               | Trident                | 14   | 0        | 0    | 2   | 0    | 46    | 12º  |
| 2023     | Formula 3               | MP Motorsport          | 18   | 1        | 0    | 0   | 1    | 55    | 13º  |
| 2024     | 24 Ore di Daytona-LMP2  | Sean Creech Motorsport | 1    | 0        | 0    | 0   | 0    | -     | Nc   |
| 2024     | European Le Mans Series | AO con TF Sport        | 4    | 1        | 0    | 0   | 3    | 65*   |      |

† Gareggiato come pilota ospite

### Risultati in Formula 3
(legenda) (Le gare in grassetto indicano la pole position) (Le gare in corsivo indicano Gpv)
| Stagione | Team               | 1   | 2   | 3   | 4   | 5   | 6   | 7   | 8   | 9   | 10  | 11  | 12  | 13  | 14  | 15  | 16  | 17  | 18  | 19  | 20  | 21  | Punti | Pos. |
| -------- | ------------------ | --- | --- | --- | --- | --- | --- | --- | --- | --- | --- | --- | --- | --- | --- | --- | --- | --- | --- | --- | --- | --- | ----- | ---- |
| 2021     | Carlin             | CAT | CAT | CAT | LEC | LEC | LEC | RBR | RBR | RBR | HUN | HUN | HUN | SPA | SPA | SPA | ZAN | ZAN | ZAN | SOC | SOC | SOC | 23    | 18º  |
| 2021     | Carlin             | 5   | 6   | 16  | 28  | 23  | 14  | 6   | 5   | 10  | Rit | 26  | Rit | 21  | 17  | 19  | 19  | 25  | 15  | 18  | C   | 14  | 23    | 18º  |
| 2022     | Trident Motorsport | BHR | BHR | IMO | IMO | CAT | CAT | SIL | SIL | RBR | RBR | HUN | HUN | SPA | SPA | ZAN | ZAN | MNZ | MNZ |     |     |     | 46    | 12°  |
| 2022     | Trident Motorsport | 13  | 11  |     |     |     |     | 15  | 8   | 7   | 21  | 13  | 24  | 4   | 5   | 4   | 9   | 5   | 8   |     |     |     | 46    | 12°  |
| 2023     | MP Motorsport      | BHR | BHR | MEL | MEL | MON | MON | CAT | CAT | RBR | RBR | SIL | SIL | HUN | HUN | SPA | SPA | MNZ | MNZ |     |     |     | 55    | 13°  |
| 2023     | MP Motorsport      | 9   | 23  | SQ  | 11  | Rit | 14  | 13  | 15  | 5   | 6   | 28  | Rit | 8   | 8   | 4   | 18  | Rit | 1   |     |     |     | 55    | 13°  |

### 24 Ore di Daytona
| Anno | Team                    | Co-Piloti                               | Vettura        | Classe | Griri | Pos. | Class Pos. |
| ---- | ----------------------- | --------------------------------------- | -------------- | ------ | ----- | ---- | ---------- |
| 2024 | Sean Creech Motorsports | João Barbosa Nolan Siegel Lance Willsey | Ligier JS P217 | LMP2   | 510   | Rit  | Rit        |

### European Le Mans Series
| Anno    | Squadra         | Classe | Vettura  | BAR | LEC | IMO | SPA | MUG | ALG | Punti | Pos. |
| ------- | --------------- | ------ | -------- | --- | --- | --- | --- | --- | --- | ----- | ---- |
| 2024    | AO con TF Sport | LMP2   | Oreca 07 | 7   | 3   | 2   | 1   | 5   | 2   | 93    | 1°   |
| Legenda |                 |        |          |     |     |     |     |     |     |       |      |

*Stagione in corso.

### Risultati nel IMSA
| Anno    | Team                   | Classe | Vettura  | 1     | 2     | 3      | 4   | 5   | 6   | 7   | Punti | Pos. |
| ------- | ---------------------- | ------ | -------- | ----- | ----- | ------ | --- | --- | --- | --- | ----- | ---- |
| 2024    | Sean Creech Motorsport | LMP2   | Oreca 07 | DAY 9 | SEB 4 | WGL 11 | MOS | ELK | IMS | PET | 755*  |      |
| Legenda |                        |        |          |       |       |        |     |     |     |     |       |      |

* Stagione in corso.

### Risultati nel WEC
| Anno    | Squadra  | Classe | Vettura                      | QAT | IMO | SPA | LMS | SÃO | COA | FUJ | BHR | Punti | Pos. |
| ------- | -------- | ------ | ---------------------------- | --- | --- | --- | --- | --- | --- | --- | --- | ----- | ---- |
| 2025    | TF Sport | LMGT3  | Chevrolet Corvette Z06 GT3.R | 1   | 7   | 13  | 6   |     |     |     |     | 60*   |      |
| Legenda |          |        |                              |     |     |     |     |     |     |     |     |       |      |

* Stagione in corso.

### 24 Ore di Le Mans
| Anno | Squadra  | Co-piloti                     | Vettura                      | Classe | Giri | Pos. | Pos. Classe. |
| ---- | -------- | ----------------------------- | ---------------------------- | ------ | ---- | ---- | ------------ |
| 2025 | TF Sport | Daniel Juncadella Ben Keating | Chevrolet Corvette Z06 GT3.R | LMGT3  | 339  | 39°  | 7°           |